# Efraim Lundmark
Johan Efraim Lundmark, född 18 april 1885 i Stockholm, död 6 augusti 1960 i Partille, var en svensk konsthistoriker.
Lundmark studerade vid Uppsala universitet och Stockholms högskola, blev filosofie licentiat 1915 och ägnade sig åt museiverksamhet i Stockholm och Linköping samt åt konstindustrin. Han var från 1927 redaktör för den konsthistoriska avdelningen i Nordisk familjeboks tredje upplaga. Under lång tid utförde Lundmark arbeten för Sveriges kyrkor: konsthistoriskt inventarium och utgav monografier över Hedvig Eleonora kyrka och Sankt Jacobs kyrka i Stockholm samt Tingstäde kyrka på Gotland jämte beskrivningar av Bro, Endre, Follingbo och flera andra kyrkor i Bro setting på nordvästra Gotland. Han har dessutom författat Sergel och den svenska medaljkonsten (1921) och Kyrklig konst efter reformationen i Gotlands fornsal (1925). Lundmark är gravsatt på Kvibergs kyrkogård i Göteborg.